# Forces Especials Reials
El Grup de Forces Especials del Rei Abd-Al·lah II de les Forces Armades de Jordània serveix com la principal unitat de forces especials de Jordània. Fundada el 15 d'abril de 1963 per ordre del difunt Rei Hussein I, les seves funcions principals són el reconeixement, la lluita contra el terrorisme, la cerca i l'evacuació, el combat per a la recopilació d'informació i la protecció de llocs clau. El Grup de Forces Especials també s'encarrega de dur a terme atacs de precisió contra objectius crítics de l'enemic.
La unitat de 1.000 efectius està equipada i entrenada per a poder operar darrere de les línies enemigues durant llargs períodes sense cap mena de suport logístic, i és considerada com una de les millors unitats de forces especials del món.